# Proboscidea parviflora
Espèce
Synonymes
- Martynia parviflora Wooton[1]

Proboscidea parviflora est une espèce de plantes à fleurs de la famille des Martyniaceae et du genre Proboscidea, que l'on trouve dans le sud-ouest des États-Unis.

## Liste des sous-espèces et variétés
Selon Catalogue of Life (11 septembre 2017) :
- sous-espèce Proboscidea parviflora subsp. gracillima
- sous-espèce Proboscidea parviflora subsp. parviflora
- sous-espèce Proboscidea parviflora subsp. sinaloensis
- variété Proboscidea parviflora var. hohokamiana

Selon NCBI (11 septembre 2017) :
- sous-espèce Proboscidea parviflora subsp. gracillima
- sous-espèce Proboscidea parviflora subsp. parviflora
  - variété Proboscidea parviflora var. hohokamiana
  - variété Proboscidea parviflora var. parviflora
- sous-espèce Proboscidea parviflora subsp. sinaloensis

Selon The Plant List (11 septembre 2017) :
- sous-espèce Proboscidea parviflora subsp. gracillima (Hevly) Bretting
- sous-espèce Proboscidea parviflora subsp. sinaloensis (Van Eselt.) Bretting

Selon Tropicos (11 septembre 2017) (Attention liste brute contenant possiblement des synonymes) :
- sous-espèce Proboscidea parviflora subsp. gracillima (Hevly) Bretting
- sous-espèce Proboscidea parviflora subsp. parviflora
- sous-espèce Proboscidea parviflora subsp. sinaloensis (Van Eselt.) Bretting
- variété Proboscidea parviflora var. hohokamiana Bretting
- variété Proboscidea parviflora var. parviflora

## Utilisation
On utilise la plante à des fins culinaire.

Préparation culinaire à partir du fruit
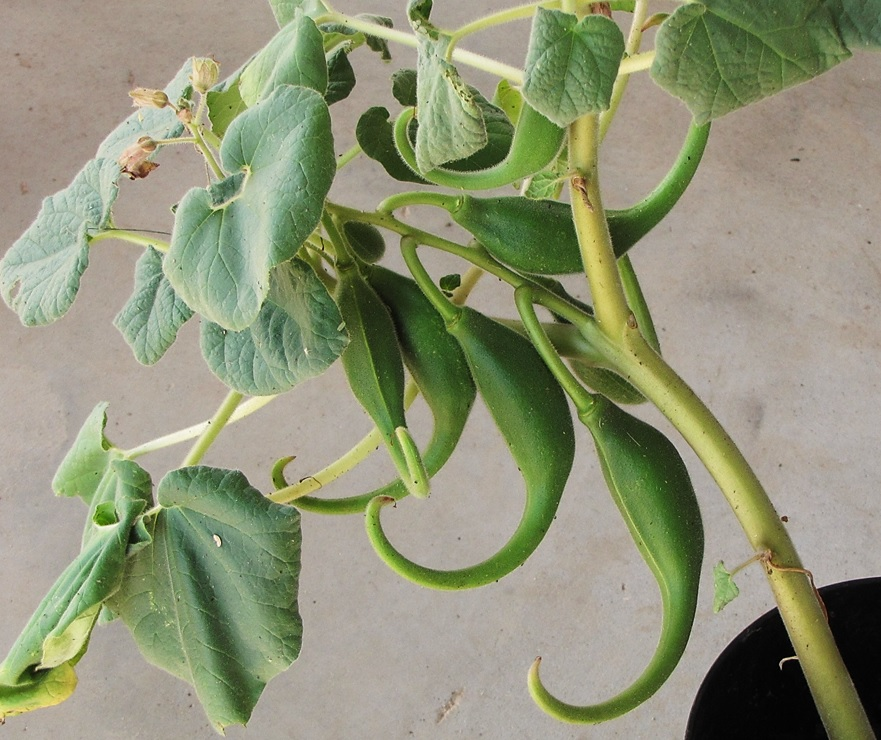
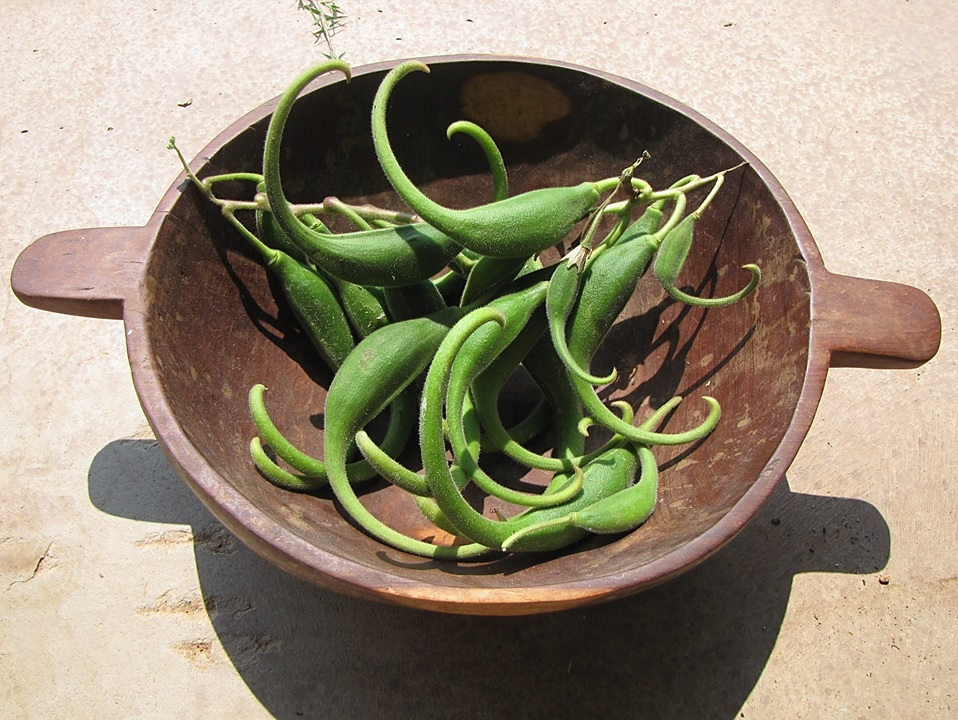
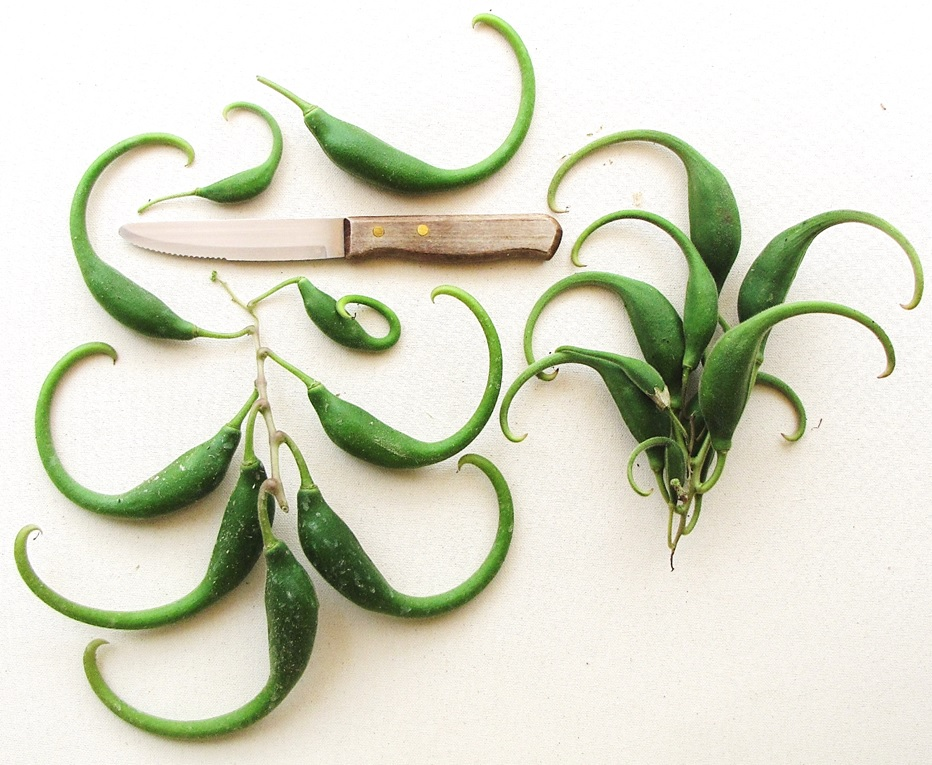
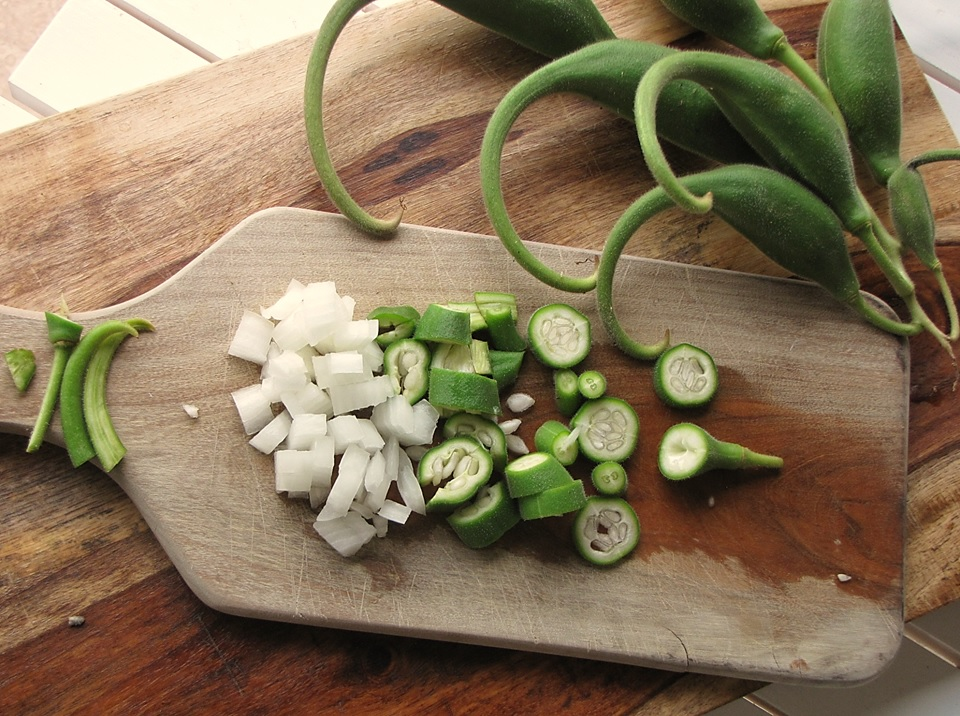
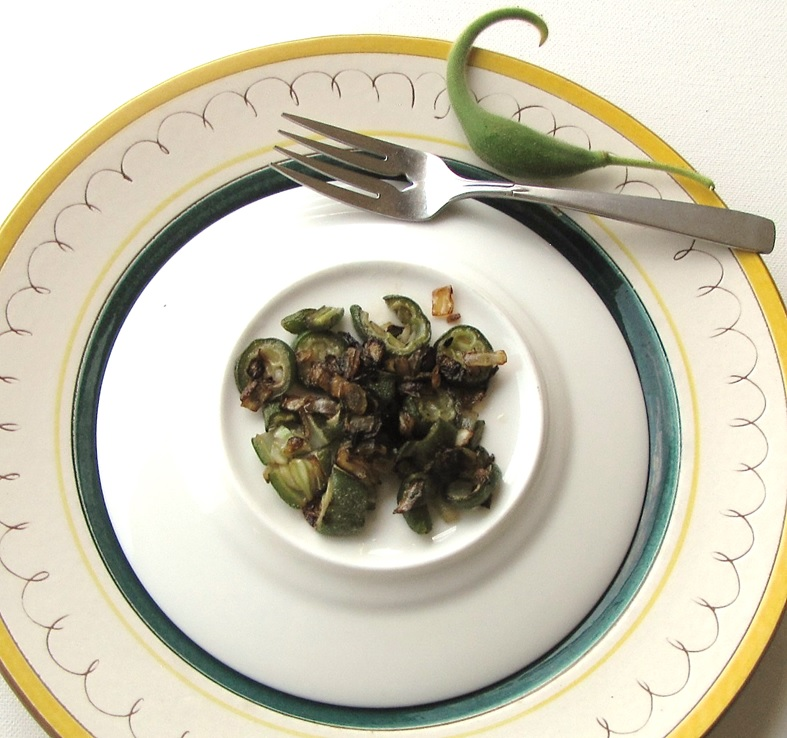